# Alessandra Graziottin
Alessandra Graziottin (Montebelluna, 5 agosto 1954) è una ginecologa, oncologa, sessuologa e psicoterapeuta italiana.

## Biografia
Laureata in Medicina e Chirurgia presso l'Università degli Studi di Padova, iniziò la sua carriera come ginecologa, interessandosi ben presto delle problematiche connesse al dolore femminile e in particolare del dolore oncologico, del dolore cronico, della menopausa precoce, delle disfunzioni sessuali e delle patologie di origine infiammatoria.
È direttore del Centro di Ginecologia e Sessuologia Medica dell’Ospedale San Raffaele Resnati di Milano.
Nel 2008 ha costituito la Fondazione Alessandra Graziottin per la cura del dolore nella donna Onlus, di cui è presidente. La Fondazione si pone l'obiettivo di sviluppare la cultura del dolore in Italia, a livello scientifico, clinico e divulgativo, con particolare riguardo al dolore femminile; incrementare l'attenzione diagnostica e terapeutica al dolore e alle sindromi caratterizzate da dolore, al fine di aumentare significativamente il numero di persone malate che possano beneficiare di terapie antalgiche efficaci; formare personale medico e paramedico accreditato nella terapia del dolore nella donna, nelle sue diverse declinazioni specialistiche.
Nel giugno 2004 è stata nominata Membro Onorario della Society of Obstetricians and Gynecologists of Canada (SOGC).
Dal 2009 è docente presso il master universitario di II livello in Andrologia e Medicina Sessuale presso l’Università degli Studi di Firenze. Dal 2011 è membro dell'International Organizing Committee (IOC) di Controversies in Obstetrics, Gynecology & Infertility (COGI). Dal 2017 è membro della Core Faculty della European School of Oncology (ESO).
Ha pubblicato 22 libri scientifici e 7 divulgativi (in qualità di autore, co-autore o curatore), oltre 90 capitoli di libri scientifici, 8 manuali educazionali per le donne e più di 400 articoli scientifici su diversi aspetti della ginecologia e della sessuologia medica.
Giornalista pubblicista dal 1984, è titolare di rubrica fissa sul mensile Benessere, sul settimanale Oggi, e sui quotidiani Il Gazzettino e Il Mattino. È ospite frequente di trasmissioni televisive e radiofoniche sui temi della ginecologia e della sessuologia medica.
Nella stagione 1991-1992 ha condotto insieme a Luigi Di Majo il programma televisivo Chi l'ha visto?

## Opere

### Libri scientifici
The Alchemist - The role of Supplements and HRT in vunerable population : A tell tale of Omens and Lessons to be learned , Graziottin A., 2019
- Baldaro Verde J. Graziottin A., L'enigma dell'identità: il transessualismo, edizioni Gruppo Abele, Torino, 1991 ISBN 8876701605; ISBN 9788876701603
- Di Benedetto P. Graziottin A. (a cura di), Piacere e dolore Libreria Goliardica Editore, Trieste, 1997
- Graziottin A. Chiozza M.L., L'enuresi vista con gli occhi del bambino - Un problema negato, Il Pensiero Scientifico, Roma, 1997
- Di Benedetto P. Graziottin A. Sella G. (a cura di), Dolore cronico e riabilitazione, Edizioni Goliardiche, Trieste, 1998
- Graziottin A. , Estrogeni, funzioni psichiche e organi di senso, Collana SIPP (Società Interdisciplinare Pavimento Pelvico), UIC Edizioni, Milano, 1999
- Di Benedetto P. Graziottin A. (a cura di), Dolore cronico pelvi-perineale, Edizioni Goliardiche, Trieste, 2001
- Graziottin A., Isoflavoni della soia nella pratica clinica, Masson, Milano, 2001
- Graziottin A. Maraschiello T., Farmaci e sessualità, Airon Editore, Milano, 2002
- Leiblum S.R. Rosen R.C. (Eds.), Principi e pratica di terapia sessuale, CIC Edizioni Internazionali, Roma, 2004 Edizione italiana aggiornata a cura di Alessandra Graziottin di: Leiblum SR, Rosen RC, Principles and practice of Sex Therapy, Guilford, New York, USA, 2000 ISBN 8871416473
- Plaut M. Graziottin A. Heaton J., Sexual Dysfunction, Fast Facts Series, Health Press, Oxford, UK, 2004
- Benassi L. Graziottin A. (a cura di), Vulvodinia e vestibolite vulvare, CIC Edizioni Internazionali, Roma, 2005
- Baldi S. Becorpi A.M. Bruni V. Donati Sarti C. Graziottin A. Lello S. Maffei S. Marchesoni D. Nocera F. Omodei U. Ottanelli S. Trojano V. Vegna G. (Coord.), Raccomandazioni clinico-pratiche in peri- postmenopausa e terza età Progetto Menopausa Italia - Linee Guida AOGOI, I libri dell'AOGOI, Editeam Gruppo Editoriale, Cento (FE), 2007
- Graziottin A., Contraccezione ormonale, Le ragioni forti della compliance e dell'aderenza alla terapia, Il Pensiero Scientifico Editore, Roma, 2007
- Graziottin A. Finzi E., I rapporti tra madri e figlie in Italia. Una mamma per amica, Il Pensiero Scientifico Editore, Roma, 2007
- Graziottin A. Murina F., Vulvodinia. Strategie di diagnosi e cura, Springer Verlag Italia, Milano, 2011 ISBN 978-88-470-1898-3
- Graziottin A. Murina F., Clinical management of vulvodynia, Springer Verlag Italia, Milano, 2011
- Graziottin A., Approfondimenti di farmacologia in ginecologia-ostetricia e sessuologia medica, Atti del Corso ECM su "Dolore in ostetricia, sessualità e disfunzioni del pavimento pelvico. Il ruolo del ginecologo nella prevenzione e nella cura", organizzato dalla Fondazione Alessandra Graziottin per la cura del dolore nella donna Onlus, Milano, 6 giugno 2014
- Graziottin A. Murina F., Vulvar pain from childhood to old age, Springer Verlag 2017

### Libri divulgativi
- Graziottin A., L'effetto della luna - Manuale di Educazione Sessuale per adolescenti dai 12 ai 15 anni, GB Edizioni, Padova, 1993
- Graziottin A., Sonno e sogni, Fournier Pierrel Editore, Milano, 1994
- Graziottin A., Una donna nuova - Come affrontare positivamente la menopausa, Sperling & Kupfer, Milano, 2000
- Graziottin A., Corpo e cuore - Lettere d'amore e disincanto sulla sessualità femminile, Arnoldo Mondadori Editore, Milano, 2000
- Graziottin A., Il dolore segreto - Le cause e le terapie del dolore femminile durante i rapporti sessuali, Arnoldo Mondadori Editore, Milano, 2005
- Graziottin A., Educazione sessuale - Tutto quello che dovete sapere se avete un figlio adolescente, Giunti Editore, Firenze, 2010 ISBN 8844039214
- Graziottin A. Cudini V., Mamma a 40 anni, Giunti Editore, Firenze, 2015